# ライアン・フリール
ライアン・ポール・フリール（Ryan Paul Freel、1976年3月8日 - 2012年12月22日）は、アメリカ合衆国・フロリダ州ジャクソンビル出身の元プロ野球選手（外野手、内野手）。右投右打。
ビッグレッドマシン時代のピート・ローズを髣髴とさせる、闘志を前面に押し出したアグレッシブなプレー・スタイルが身上。ファーニーの愛称で、地元ファンから愛された。

## 経歴
1994年6月2日、セントルイス・カージナルスから14巡目（全体362位）でドラフト指名を受けるが、これを拒否。契約には至らず。
翌1995年6月1日、トロント・ブルージェイズから10巡目（272位）でドラフト指名を受け、6月12日契約が成立しプロ入り。この年からマイナーリーグ（ショート・シーズンA級）でプレーを始める（65試合出場）。
入団後の道のりは決して平坦なものでは無く、6年間はマイナー暮らしが続く。2000年、A+・AA・AAA級合計で96試合 ・ 打率.299 ・ 13本塁打 ・ 44打点 ・ 出塁率.376 ・ OPS.875 ・ 32盗塁と頭角を現すと、プロ7年目となる2001年（平成13年）4月4日にメジャー・デビューを果し、翌4月5日にはセンター前に初安打を放っている。わずか9試合の出場にとどまるが2盗塁を記録し、スピードの片鱗をうかがわせた。だが壁は厚く、その後3年間はもっぱらマイナー暮らしに明け暮れる。
2002年はタンパベイ・デビルレイズに、翌2003年はシンシナティ・レッズに移籍。
本格的にメジャーに定着したのは、レッズへ移籍して2年目となる2004年。143試合に出場の上、37盗塁（リーグ4位）・8三塁打（同5位）・内野安打22本・バント安打8本と持ち前のスピードを存分に発揮、10年目にしてスタメンの座を掴んだ。なお、死球数もリーグ8位にランクしている。
レギュラー2年目の2005年は、6月と8月に左足と右ヒザの負傷により二度にわたって故障者リスト入りするなど、アクシデントに襲われ出場数が減少したが、ほぼ前年同様の安定した数字を刻んだ。レッズの選手が2年連続で30盗塁以上をマークしたのは、バリー・ラーキン（1995 - 96）以来。7月27日には、球団記録の1試合5盗塁を決めている。
2006年は、キャリアハイの30二塁打・8本塁打をマークし、3年連続36盗塁以上を決めた。レッズの選手が3年連続で35盗塁以上をクリアしたのは、エリック・デービス（1986 - 88）以来。9月21日には左手親指を骨折、そのままシーズンを終える。
2007年4月16日、2年間の契約延長が成立。前年までは守備位置が固定されず、二塁手・三塁手・左翼手・中堅手・右翼手など、日替わりポジションで出場するユーティリティープレイヤーであったが、当年は中堅手の定位置確保にほぼ成功しかけていた。
しかし5月28日に頭部と首を打撲、7月3日に復帰したものの8月には右ヒザ内視鏡手術を受けそのまま全休と、不本意なシーズンに終わった。
2008年はコーリー・パターソンとジェリー・ヘアストン・ジュニアの加入、ジェイ・ブルースの台頭によって出場機会が限られたものになり、6月4日には右ハムストリングを負傷し、故障者リスト入り。2008年（平成20年）12月10日、他のマイナー2選手とともにボルチモア・オリオールズのラモン・ヘルナンデスとトレード。
2009年5月8日、シカゴ・カブスのジョーイ・ギャスライトとトレード。7月6日に金銭もしくは後日発表選手とのトレードでカンザスシティ・ロイヤルズへ移籍。8月5日にロイヤルズから戦力外となった。
2010年は、独立リーグであるアトランティックリーグのサマセット・パトリオッツでプレーした。
2012年（平成24年）12月22日、フロリダ州ジャクソンビルの自宅で、銃で自殺した。36歳没。
遺族はフリールが慢性外傷性脳症（CTE）であったことを公表した。この発表は「CTEはフットボールやアイスホッケー、コンタクトスポーツの経験者、若しくは実戦経験のある（元）兵士に好発する」というイメージを覆すものであったと同時に、現役時代のトレードマークであったハッスルプレーの負の側面が示唆されている。

## 選手としての特徴
スピードとクイックネス（初動の速さ）、選球眼を兼ね備えたスラッシュ・ヒッター（俊足巧打）。2004年にメジャー定着してから2006年までの3シーズンは、毎年36個以上の盗塁を決めていた。打席内ではボールを鋭く見極め、その3年間は出塁率.363以上の高水準をキープしていた。走攻守三拍子取り揃えたユーティリティープレイヤーだが、本人は「中堅手がもっとも自分に合っている」と語る。中でもこだわりがあるプレーはダイビング・キャッチで、「外野守備にはいつも注目している、美技を披露するのが一番クールだと思う」との独自の考えを持っている。また、捕手としての出場はないが、エマージェンシー・キャッチャーでもある。右打者ではあるが、対左投手を比較的苦手としており、得点圏に走者を置いた局面での打撃にも改善の余地がある。少年時代に憧れを抱いていた選手は、クレイグ・ビジオとロベルト・アロマー。「子供の頃のオレには、彼等は他のどの選手よりも打席内でリラックスしているように思えた」と当時を振り返り、自身がプロ入りしてからも手本にして来たと言う。
大の子供好きを公言し、地域活動にも積極的に参加する一方、私生活ではしばしば問題行動を起こし、2005年4月と2006年1月には飲酒によるトラブルで逮捕された事がある（2005年は飲酒運転によるもの、保釈金は父親が肩代わりした）。
マイナー11年間の通算成績は、打率.269 ・ 出塁率.360 ・ OPS.757 ・ 219盗塁（成功率72パーセント）。

## 詳細情報

### 年度別打撃成績
| 年 度     | 球 団     | 試 合 | 打 席 | 打 数 | 得 点 | 安 打 | 二 塁 打 | 三 塁 打 | 本 塁 打 | 塁 打 | 打 点 | 盗 塁 | 盗 塁 死 | 犠 打 | 犠 飛 | 四 球 | 敬 遠 | 死 球 | 三 振 | 併 殺 打 | 打 率 | 出 塁 率 | 長 打 率 | O P S |
| --------- | --------- | ----- | ----- | ----- | ----- | ----- | -------- | -------- | -------- | ----- | ----- | ----- | -------- | ----- | ----- | ----- | ----- | ----- | ----- | -------- | ----- | -------- | -------- | ----- |
| 2001      | TOR       | 9     | 24    | 22    | 1     | 6     | 1        | 0        | 0        | 7     | 3     | 2     | 1        | 0     | 0     | 1     | 0     | 1     | 4     | 0        | .273  | .333     | .318     | .651  |
| 2003      | CIN       | 43    | 153   | 137   | 23    | 39    | 6        | 1        | 4        | 59    | 12    | 9     | 4        | 2     | 1     | 9     | 1     | 4     | 13    | 2        | .285  | .344     | .431     | .775  |
| 2004      | CIN       | 143   | 592   | 505   | 74    | 140   | 21       | 8        | 3        | 186   | 28    | 37    | 10       | 8     | 0     | 67    | 0     | 12    | 88    | 7        | .277  | .375     | .368     | .743  |
| 2005      | CIN       | 103   | 431   | 369   | 69    | 100   | 19       | 3        | 4        | 137   | 21    | 36    | 10       | 3     | 0     | 51    | 0     | 8     | 59    | 9        | .271  | .371     | .371     | .742  |
| 2006      | CIN       | 132   | 523   | 454   | 67    | 123   | 30       | 2        | 8        | 181   | 27    | 37    | 11       | 3     | 0     | 57    | 0     | 9     | 98    | 5        | .271  | .363     | .399     | .762  |
| 2007      | CIN       | 75    | 304   | 277   | 44    | 68    | 13       | 3        | 3        | 96    | 16    | 15    | 8        | 2     | 0     | 18    | 0     | 7     | 47    | 4        | .245  | .308     | .347     | .655  |
| 2008      | CIN       | 48    | 143   | 131   | 17    | 39    | 9        | 0        | 0        | 47    | 10    | 6     | 4        | 2     | 1     | 8     | 0     | 1     | 18    | 3        | .298  | .340     | .359     | .699  |
| 2009      | BAL       | 9     | 20    | 15    | 2     | 2     | 0        | 0        | 0        | 2     | 1     | 0     | 0        | 0     | 0     | 5     | 0     | 0     | 4     | 0        | .133  | .350     | .133     | .483  |
| 2009      | CHC       | 14    | 32    | 28    | 1     | 4     | 0        | 0        | 0        | 4     | 1     | 1     | 0        | 1     | 0     | 2     | 0     | 1     | 7     | 1        | .143  | .226     | .143     | .369  |
| 2009      | KC        | 18    | 49    | 45    | 8     | 11    | 2        | 0        | 0        | 13    | 3     | 0     | 0        | 0     | 0     | 4     | 0     | 0     | 12    | 0        | .244  | .306     | .289     | .595  |
| '09計     | KC        | 41    | 101   | 88    | 11    | 17    | 2        | 0        | 0        | 19    | 5     | 1     | 0        | 1     | 0     | 11    | 0     | 1     | 23    | 1        | .193  | .290     | .216     | .506  |
| 通算：8年 | 通算：8年 | 594   | 2271  | 1983  | 306   | 532   | 100      | 17       | 22       | 732   | 122   | 143   | 48       | 21    | 2     | 222   | 1     | 43    | 350   | 31       | .268  | .354     | .369     | .723  |

- 2009年度シーズン終了時

### 背番号
- 11 （2001年）
- 6 （2003年 - 2008年）
- 2 （2009年）
- 4 （2009年）
- 26 （2009年）